# فیلادلفیا اینکوایرر
فیلادلفیا اینکوایرر (انگلیسی: The Philadelphia Inquirer) روزنامه صبح فیلادلفیا در ایالات متحده آمریکا است. این روزنامه توسط جان آر. واکر و جان نورول در ژوئن ۱۸۲۹ و با عنوان پنسیلوانیا اینکوایرر تأسیس شد و سومین روزنامه قدیمی آمریکاست که همچنان منتشر می‌شود. این روزنامه تاکنون برنده ۲۰ جایزه پولیتزر شده‌است و روزنامه اسناد دره دلاور محسوب می‌شود.
اینکوایر اولین بار طی جنگ داخلی آمریکا به یک روزنامه مهم تبدیل شد. تیراژ روزنامه پس از پایان جنگ داخلی کاهش یافت اما در پایان قرن نوزدهم دوباره افزایش پیدا کرد. گرایش سیاسی اینکوایر که در ابتدا از حزب دموکرات حمایت می‌کرد، در نهایت به سمت حزب ویگ و سپس حزب جمهوری‌خواه تغییر کرد تا اینکه در اواسط قرن بیستم به‌طور رسمی از نظر سیاسی مستقل شود. در پایان دهه ۱۹۶۰، اینکوایر از رقیب اصلی خود، بولتن غروب فیلادلفیا عقب افتاد و فاقد امکانات مدرن و کارکنان مجرب بود. اما در دهه ۱۹۷۰صاحبان و سردبیران جدید، روزنامه را به یکی از برجسته‌ترین روزنامه‌های کشور تبدیل کردند.
این روزنامه متعلق به فیلادلفیا اینکوایر، ال‌آل‌سی است که همچنین اخبار روزانه فیلادلفیا، روزنامه روزانه شهر و یک پورتال خبری (فیلی دات کام) را منتشر می‌کند. ناشر و مدیر اجرایی روزنامه الیزابت اچ هیوز و سردبیر آن گابریل اسکوبار است.